# 1989 au Yukon
Chronologie du Yukon
- 1985
- 1986
- 1987
- 1988
- 1989
- 1990
- 1991
- 1992
- 1993

Cette page concerne des événements d'actualité qui se sont produits durant l'année 1989 dans le territoire canadien du Yukon.

## Politique
- Premier ministre : Tony Penikett (NPD)
- Chef de l'Opposition officielle : Willard Phelps (Parti progressiste-conservateur)
- Commissaire : John Kenneth McKinnon
- Législature : 26e puis 27e

## Événements
- Disparition du village Elsa.
- Jeanne Beaudoin devient la présidente de l'Association franco-yukonnaise[1].
- 20 février : Le NPD de Tony Penikett remporte l'élection générale pour un deuxième mandat majoritaire avec les 9 même sièges comme habitude contre le Parti progressiste-conservateur de Willard Phelps qui récolte 7 sièges que 6. Le Parti libéral est de nouveau rayée de la carte et Jim McLachlan quittera ses fonctions du chef du parti durant quelques jours.
- 3 décembre : La députée fédérale de la circonscription du territoire du Yukon, Audrey McLaughlin est élue chef du NPD qu'elle remplace Ed Broadbent lors de l'élection à la direction du parti (en) à Winnipeg au Manitoba. Elle devient la première yukonnaise à diriger un parti politique fédéral et la première femme à diriger le NPD et la direction d'un parti à la Chambre des communes.

## Naissances
- David William Lane Greer, skieur.
- 26 juillet : Emily Nishikawa, skieuse.